# کانی سایر
کانی سایر (انگلیسی: Connie Sawyer؛ زادهٔ ۲۷ نوامبر ۱۹۱۲ - درگذشته ۲۱ ژانویه ۲۰۱۸) بازیگر اهل ایالات متحده آمریکا بود که با لقب محبت‌آمیز «شاهدخت دلقکِ کمدی» شناخته می‌شد.
والدین او از یهودیانِ مهاجرِ رومانیایی بودند که به آمریکا آمدند. او کارش را به عنوان کمدین استندآپ در کلوپ‌های شبانه آغاز نمود و در بیش از ۱۴۰ فیلم و سریال تلویزیونی بازی کرد.
وی سرانجام در ۲۱ ژانویه ۲۰۱۸ در سن ۱۰۵ سالگی درگذشت. در زمان درگذشتش، کانی سایر مسن‌ترین بازیگر فعال در هالیوود بود. حرفهٔ او ۸۵ سال به طول انجامید و همچنین او مسن‌ترین عضو انجمن بازیگران سینما (Screen Actors Guild) و آکادمی علوم و هنرهای سینما بود.

## گزیدهٔ آثار

### سینما
- قطار آناناس (۲۰۰۸)
- احمق و احمق‌تر (۱۹۹۴)
- وقتی هری سالی را دید... (۱۹۸۹)
- دور از خانه (۱۹۸۹)
- و عدالت برای همه … (۱۹۷۹)
- شجاعت واقعی (۱۹۶۹)
- آدا (۱۹۶۱)

### تلویزیون
- دو دختر ورشکسته (۲۰۱۳)
- آشنایی با مادر (۲۰۰۷)
- ویل و گریس (۲۰۰۰)
- بخش فوریت‌های پزشکی (۲۰۰۶–۱۹۹۹)
- بکر (۱۹۹۹)
- ساینفلد (۱۹۹۷)
- خیابان‌های سانفرانسیسکو (۱۹۷۶)
- اندی گریفیت شو (۱۹۶۸)